# Sildemower See
Der Sildemower See liegt im Süden des Ortsteils Sildemow der Gemeinde Papendorf im Landkreis Rostock nahe der südlichen Stadtgrenze von Rostock. Der See hat eine Nord-Süd-Ausdehnung von etwa 430 Metern und eine größte West-Ost-Ausdehnung von etwa 330 Metern. Am Nordende an der Zufahrtsstraße nach Sildemow gibt es eine Badestelle mit Liegewiese. Am Ostufer des Sees wurde auf dem ehemaligen Gelände einer Stallanlage in den 2000er Jahren eine Siedlung mit Eigenheimen gebaut.
Der See ist ein beliebtes Anglerdomizil.